# Vich
Vich je obec na jihozápadě Švýcarska v okrese Nyon v kantonu Vaud. Leží poblíž Ženevského jezera. Žije zde přibližně 1 000 obyvatel.

## Geografie

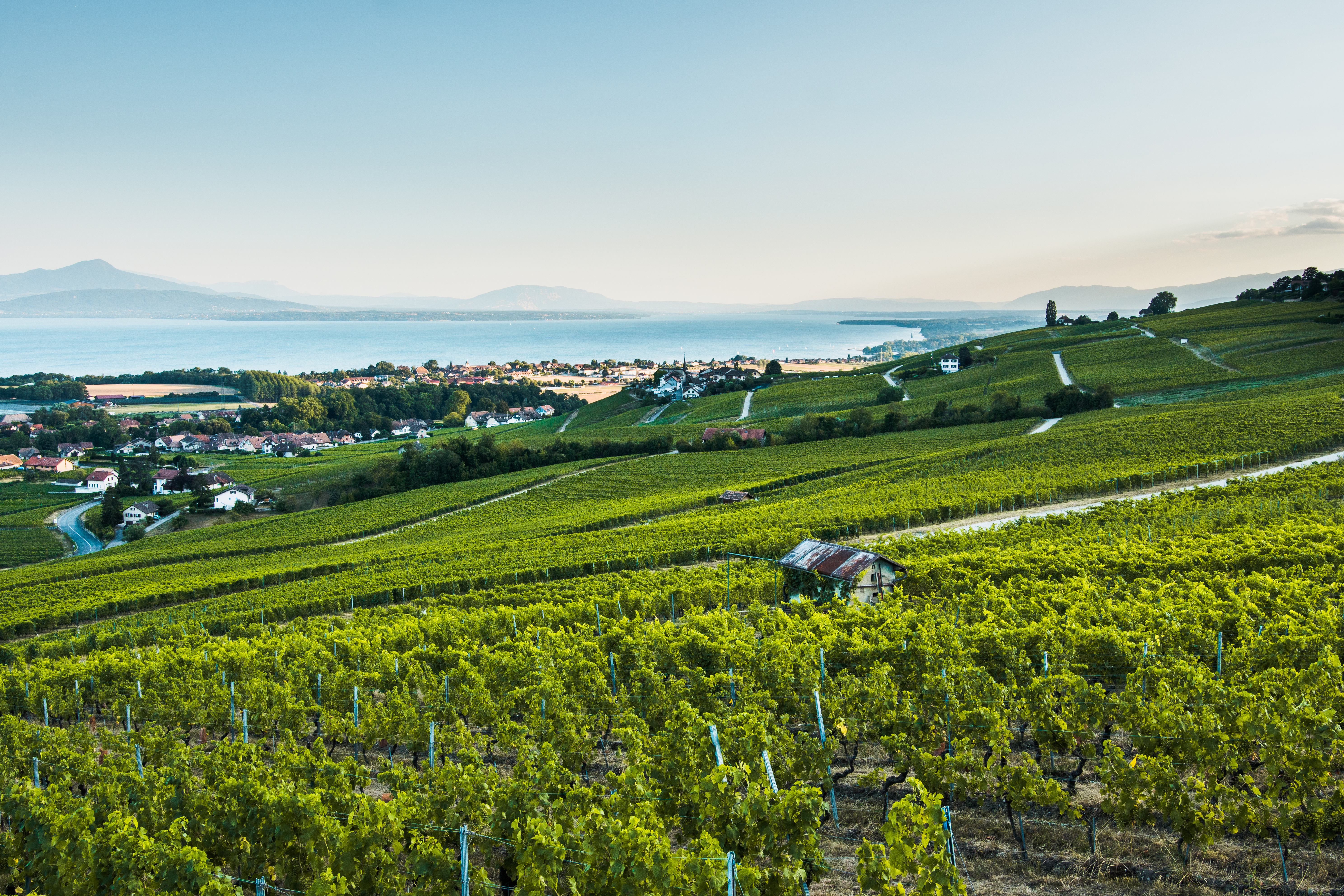
Vinice v okolí obce

Vich leží v nadmořské výšce 456 m, vzdušnou čarou 5 km severně od okresního města Nyon. Obec se rozkládá na jižním úpatí Jury, východně od řeky Serine, na samém západě oblasti Vaud Côte.
Rozloha obce je pouhých 1,6 km² a zahrnuje část na úpatí Jury. Podlouhlá, ale velmi úzká oblast se táhne od ústí Serine k řece Promenthouse na sever údolím Serine přes centrum obce Vich až k okraji přírodní rezervace Bois de Chênes. Nad touto zalesněnou oblastí se nachází nejvyšší bod obce v nadmořské výšce 580 m n. m. na nižším jižním svahu Jury. V roce 1997 tvořila zastavěná plocha 24 % rozlohy obce, lesy a lesní plochy 26 % a zemědělství 50 %.
K obci Vich patří také četné vinice a jednotlivé farmy. Sousedními obcemi jsou Gland, Begnins, Bassins, Arzier-Le Muids, Genolier, Coinsins a Prangins.

## Historie
Centrum obce Vich bylo hojně využíváno již v římské době. Byl zde nalezen římský milník a bronzová socha Merkura. První písemná zmínka o obci pochází z roku 1164 pod názvem Vizo. Název místa je odvozen od latinského slova vicus (malá ves, statek). Od středověku patřil kostel ve Vichu pod správu cisterciáckého opatství Bonmont, ale samotná ves patřila k panství Prangins.
Po dobytí Vaudu Bernem v roce 1536 přešel Vich pod správu panství Nyon. Po pádu Staré konfederace patřila obec v letech 1798–1803 v období helvétského soustátí ke kantonu Léman, který byl poté po vstupu v platnost Ústavy o zprostředkování sloučen s kantonem Vaud. Roku 1798 byla přičleněna k okresu Nyon.

## Obyvatelstvo
| Rok            | 1850 | 1900 | 1910 | 1930 | 1950 | 1960 | 1970 | 1980 | 1990 | 2000 |
| Počet obyvatel | 228  | 301  | 314  | 230  | 240  | 270  | 271  | 326  | 551  | 734  |

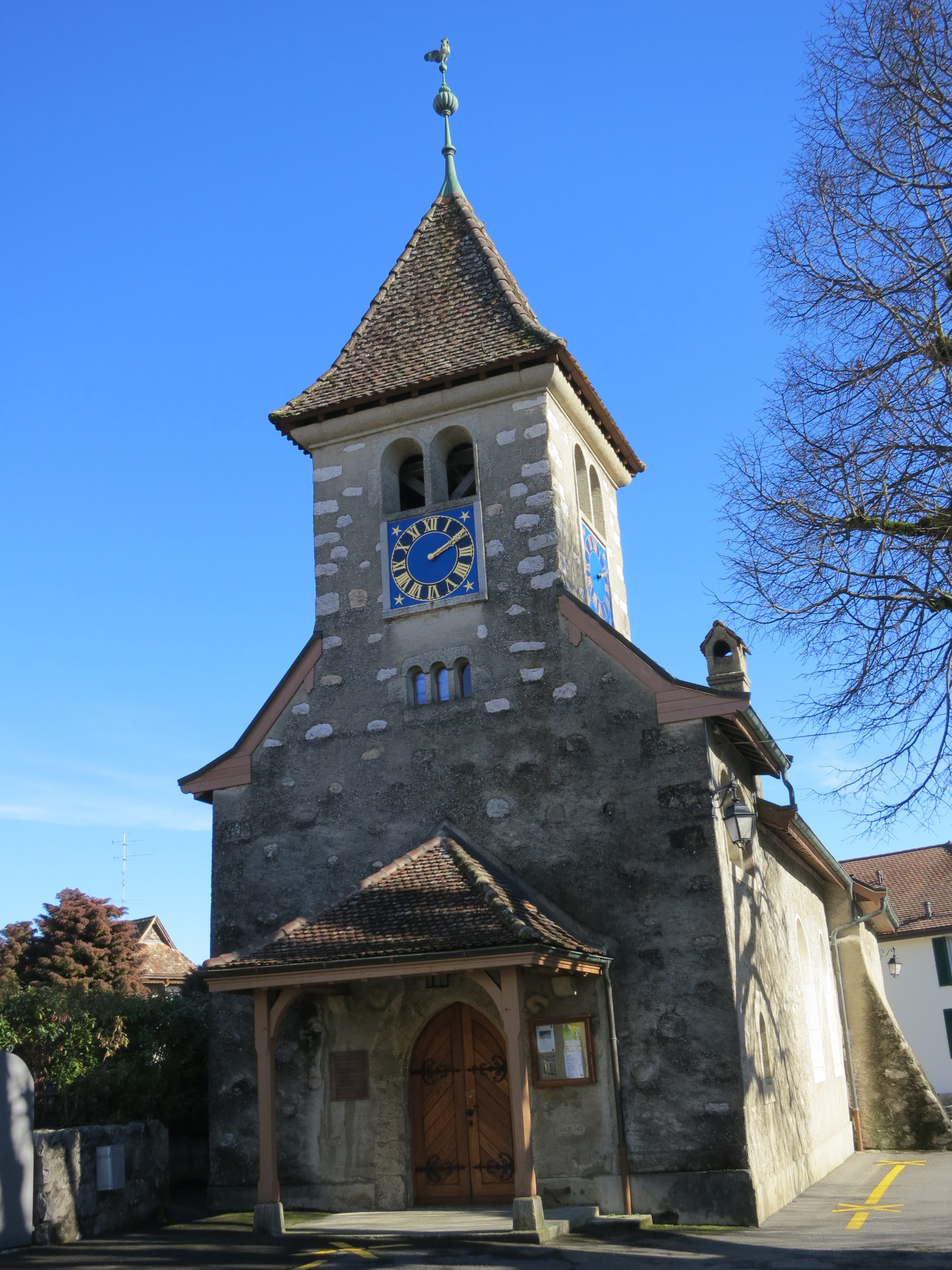
Kostel

Z celkového počtu obyvatel je 78,2 % francouzsky mluvících, 8,2 % anglicky mluvících a 5,9 % německy mluvících (stav v roce 2000). V roce 1900 žilo ve Vich celkem 301 obyvatel. Po roce 1980 (326 obyvatel) začal počet obyvatel rychle růst a během 20 let se více než zdvojnásobil.

## Hospodářství
Až do druhé poloviny 20. století byl Vich vesnicí, pro kterou bylo charakteristické především zemědělství. Dnes hraje zemědělství jako zdroj příjmů pouze podřadnou roli a zaměřuje se na vinařství a ornou půdu. Další pracovní příležitosti jsou k dispozici v obchodě a ve službách. V blízkosti dálnice se usadila řada obchodních a průmyslových podniků. V posledních desetiletích se obec rozvinula v rezidenční obec. Mnoho pracujících pracuje mimo obec a dojíždějí do Nyonu a Ženevy.

## Doprava
Obec má dobré dopravní spojení. Nachází se na hlavní silnici z Glandu do Saint-Cergue. Dálniční křižovatka Gland na dálnici A1 (Ženeva–Lausanne), která prochází obcí, je vzdálena jen asi 1 km od centra obce. Vich je napojen na síť veřejné dopravy prostřednictvím postbusových linek, které jezdí z Nyonu do Gimelu a z Glandu do Burtigny. V letech 1906–1954 vedla přes Vich meziměstská tramvajová trať Gland–Begnins (GB).